# Franz Albert Schaffer
Franz Albert Schaffer (* 10. Juli 1895 in Fohnsdorf, Steiermark; † 16. Februar 1969 in Judenburg, Steiermark) war ein österreichischer Politiker (ÖVP).

## Leben
Franz Schaffer genoss nur eine einfache Schulbildung. Nach der Volksschule absolvierte er ein Studium an einer landwirtschaftlichen Fachschule und begann danach auf dem Bauernhof seiner Eltern zu arbeiten.
Schaffers politische Tätigkeit spielte sich überwiegend auf kommunaler Ebene ab.
1924 zog er als christlichsozialer Abgeordneter in den Gemeinderat von Fohnsdorf ein. Diesem gehörte er, selbst in der Zeit nach dem Anschluss Österreichs, ohne Unterbrechungen 36 Jahre lang, bis 1960, an. Ebenfalls 1924 wurde Schaffer erstmals zum Vizebürgermeister gewählt. Er blieb es bis 1934. Von 1945 bis 1946 übernahm er kurzzeitig interimistisch die Agenden des Bürgermeisters, doch wurde er nach den ersten Gemeinderatswahlen, 1946, erneut nur Vizebürgermeister. Er blieb es bis 1950. Seine dritte Amtsperiode als Fohnsdorfer Vizebürgermeister erlebte Schaffer von 1955 bis 1960.
Von Dezember 1945 bis November 1949 vertrat er die Steiermark im Bundesrat in Wien.